# Marie-Annick Duchêne
Pour les articles homonymes, voir Duchêne.
Marie-Annick Duchêne, née le 23 août 1940 à Pau (Pyrénées-Atlantiques), est une femme politique française.

## Biographie
Elle est sénatrice des Yvelines du 1er octobre 2011 au 1er octobre 2017 et adjointe au maire de Versailles de 1995 à 2014. Non inscrite, elle soutient Gérard Larcher.
Elle est professeur de lettres classiques et a occupé le poste de chef d'établissement au lycée privé Notre-Dame de Sion à Paris.
Elle est également décorée de la Légion d'honneur.

## Mandats locaux
- Adjointe au maire de Versailles de 1995 à 2014.
- Conseillère municipale de Versailles de 1982 à 1995.
- Conseillère à la communauté d'agglomération Versailles Grand Parc de 2008 à 2014.